# El que no salta es momio / Mujer
El que no salta es momio / Mujer es un sencillo de la agrupación chilena Tiemponuevo, lanzado en 1972 bajo el sello DICAP.
El Lado B «Mujer» pertenece al tercer disco de la banda, Ahora es Tiemponuevo, de 1971.

## Lista de canciones
| Lado A |                            |          |  |
| N.º    | Título                     | Duración |  |
| 1.     | «El que no salta es momio» |          |  |

| Lado B |         |          |  |
| N.º    | Título  | Duración |  |
| 2.     | «Mujer» |          |  |